# Munkásmozgalmi Panteon

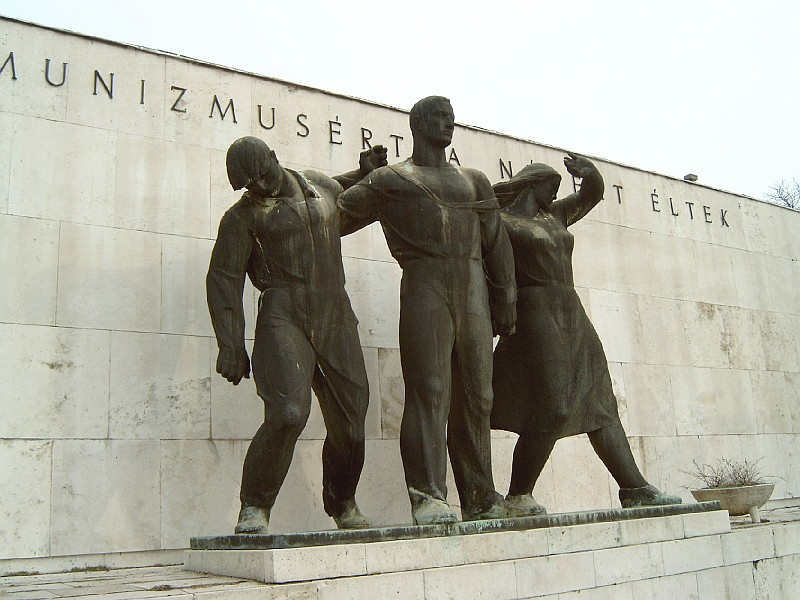
Munkásmozgalmi Pantheon

A Munkásmozgalmi Panteon egy szocialista realista stílusban épült komplexum, amely Budapesten, a Fiumei úti sírkertben található. Az építmény a magyar munkásmozgalom kiemelkedő alakjainak, kommunista politikusainak temetkezési helye. Kapcsolatban állt más, föld alatt épített létesítményekkel.

## Áttekintés
A Magyar Szocialista Munkáspárt Központi Bizottsága és a Fővárosi Tanács 1958-ban hoztak döntést a felépítéséről. Helyszínéül a Fiumei úti sírkertet választották (akkor Mező Imre úti sírkert), mégpedig azért, mert már korábban is ide temették a nemzet nagyjait, és ennek megfelelően a Fővárosi Tanács már 1956-ban olyan zárt temetővé nyilvánította a sírkertet, ahová csak a nemzet nagyjait lehetett temetni. A leendő Nemzeti Panteon létrehozásának koncepciójába tökéletesen beleillett a Munkásmozgalmi Panteon.
Kezdetben a temető annyira zsúfolt volt, hogy a Panteont nem egyben építették fel, azokat csak később, a temető rendezése során alakították egyetlen összefüggő egységgé. Egyes források 1975-öt tüntetik fel a befejezés évének, 1972-ben még komoly munkaterület volt látható a mauzóleum mögött. 1976-tól kezdődően 1989-ig egészen ritka kivételektől eltekintve ide temették a magyar forradalmi munkásmozgalom kiemelkedő személyiségeit.

## Részei

### Munkásmozgalmi Mauzóleum
Az épület Körner József Ybl- és Kossuth-díjas építész tervei alapján készült. A mauzóleum előtt levő hármas mártírszobor-csoport, a pilonok elülső oldalát borító domborművek, és a mauzóleum alsó termeit díszítő bronz domborművek Olcsai-Kiss Zoltán szobrászművész alkotásai. Homlokzatán hatalmas felirat olvasható: „A kommunizmusért, a népért éltek”, de ez nem az 1959 évi átadásra került fel.
A mauzóleum bal oldali bejáratán olvashatók a magyar és a nemzetközi forradalmi munkásmozgalom azon személyiségeinek nevei, akiknek a hamvait tartalmazó urnákat a földszinti teremben helyezték el. A mauzóleum jobb oldali bejáratán olvashatók azoknak a személyiségeknek a nevei, akiknek a hamvait tartalmazó urnák az alsó teremben találhatók. Földszinti termében találhatók a magyar és a nemzetközi forradalmi munkásmozgalom elhunyt személyiségeinek hamvait tartalmazó fekete színű urnák.

#### Kapcsolat a bunkerrendszerrel
Dézsy Zoltán dokumentum filmrendező 2020-as kutatásai során kiderült, hogy a mauzóleum alagsorában telefonközpont is volt, meg később elfalazott alagút is a Józsefvárosi pályaudvar felé.

### Pilonok
A Munkásmozgalmi Mauzóleum előtti térségen 6 pilon helyezkedik el. A pilonok Fiumei út felőli részén levő domborművek a magyar forradalmi munkásmozgalom főbb eseményeit ábrázolják, melyeket Olcsai-Kiss Zoltán alkotta. A pilonok mauzóleum felőli oldalán 28-28 gránittáblán örökítették meg a magyar és nemzetközi forradalmi munkásmozgalom azon személyiségeinek nevét, születési és halálozási évszámait, akiknek az emléke nincs megörökítve a Munkásmozgalmi Mauzóleumban, a Sírsétányon, vagy az oldalparcellákban levő síremlékeken. Az első öt pilonon a nevek az elhalálozás sorrendjében találhatók. A hatodik pilon utolsó két sorában megszakad ez a kronológiai sorrend, mivel ide 1972-ben utólag vésték fel néhány személyiség nevét.

### Posztamensek
Tovább haladva a pilonok vonalán, a panteon jobb- és bal oldalán, a sírsétány kezdetének vonalában, a parcella északi és déli szélén egy-egy, mindössze 2 méter magas posztamens található. Ezek nem esztétikai célokat szolgálnak, a növényzet által is hagyták részben benőni; hanem vélhetően a lenti, 12–335 jelű objektum felső műtárgyai: hat méter mélyre leásva sem érhetők el ezen tömbök alapjai.

### Sírsétány
Ezen a sétányon (13. parcella) találhatóak azok a személyek, akiket koporsóban temettek el. A sírsétány jobb oldalán temették el az 1956-os forradalom idején elhunytakat, illetve néhány, munkásmozgalmi szempontból jelentős személyiséget. Bal oldalon temették el József Attilát, Lőwy Sándort, Rezi Károlyt, Pataki Istvánt, továbbá a Rajk-per ártatlanul kivégzett mártírjait, valamint Stromfeld Aurélt. Többüket 1990 után áttemették, ma már nem itt található sírjuk.

### Oldalparcellák
Itt temették el a magyar és az osztrák kommunista pártok kiemelkedő személyiségeit, Dr. Benedikt Ottót és Mózes Viktort, a hozzá kapcsolódó parcellában pedig számos kommunista politikust (12. parcella). A Panteon bal oldalán, de attól elkülönülve található Kádár János sírja is.

## Jelenlegi állapota
A Munkásmozgalmi Panteon 1989-ben, a rendszerváltással funkcióját vesztette. Kádár János 1989-es temetése után kommunista politikusnak nem tartottak itt több temetést. A sírsétány és az oldalparcellák többé-kevésbé rendezett állapotban vannak, ahogy a pilonok is. A Munkásmozgalmi Mauzóleum jelentős része ma is üresen áll, hiszen jóval több urna tárolására tervezték, mint amennyi bekerült (ma 72 urna található benne, 365 helyre). Az egyforma Zsolnay-urnákat már jó előre elkészítették, azok a mai napig a raktárban találhatóak. Az épület le van zárva, csak külön engedéllyel látogatható, állapota romlik. Az utolsó urnát 1988-ban helyezték el.